# Giuseppe Raimondi (designer)
Giuseppe Raimondi (Fiume, 16 novembre 1941 – Lampedusa, 1997) è stato un designer italiano.

## Biografia
Si laurea a Torino nel 1967. Grazie alle sue ricerche nell'ambito del design sperimentale e delle possibilità espressive dei nuovi materiali diventa direttore creativo della ditta Gufram dal 1966 al 1970. I pezzi innovativi che Giuseppe Raimondi crea e la sua direzione artistica, contribuiscono a dare all'azienda una fama internazionale. Per Gufram realizza nel 1966 insieme all'artista Ugo Nespolo, Margherita, tavolo con poltroncine componibili, successivamente le poltrone Alvar (1967) e Mozza (1968). Successivamente, la curiosità verso i nuovi materiali lo porta a collaborare con la Cristal Art e la Saint-Gobain, realizzando una serie di specchi, tavoli e lampade che giocano con la riflessione delle forme e della luce. Oltre che nel campo del tessile, dell'arredo per ufficio e della ceramica, lavora anche nel campo dell'illuminazione, realizzando per Valenti la lampada su cavi Miriade. Nel 1970 fonda con altri lo studio A.ba.co e nel 1977 apre un proprio studio a Torino. Come architetto cura l'allestimento del Sala Storica dello Pneumatico presso il Museo dell'automobile Carlo Biscaretti. Nel 1987 è tra i vincitori del Compasso d’Oro con la sedia Delfina prodotta da Bontempi ; suoi pezzi sono presenti nelle collezioni del Museum of Modern Art e del Victoria and Albert Museum. La passione verso il design lo porta a impegnarsi anche nell'insegnamento e nella divulgazione. Scrive spesso per riviste di settore come Domus, Casabella, Abitare. Nel 1988 pubblica Abitare Italia. La cultura dell'arredamento in trent'anni di storia italiana (Milano, Fabbri Editori).